# Equatore galattico

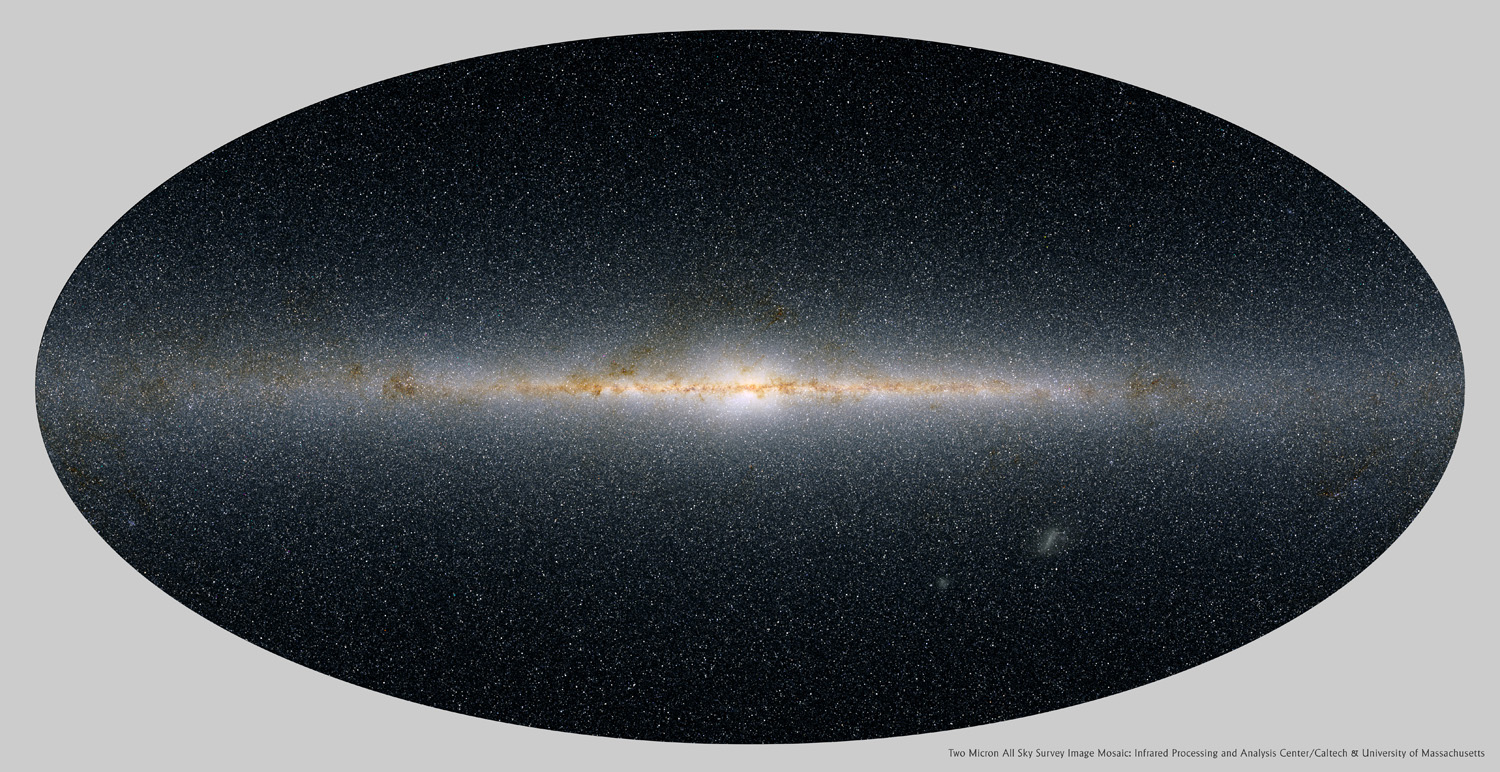
L'equatore galattico passa per il centro della scia luminosa della Via Lattea.

L'equatore galattico è, secondo il sistema di coordinate galattiche, il cerchio massimo della sfera celeste che si trova circa 2° a nord della linea mediana della Via Lattea ed è inclinato di circa 62° rispetto all'equatore celeste; ha per poli i due poli della Galassia e coincide quasi esattamente con il piano galattico.

## Caratteristiche
L'equatore galattico passa in prossimità di stelle brillanti e famose costellazioni, come Deneb, Cassiopea, Capella e Sirio; logicamente lungo la sua direzione si concentrano diversi addensamenti stellari e oggetti non stellari, dato che la sua linea di vista attraversa vari bracci di spirale.
Esso è il cerchio fondamentale di riferimento contenuto nel piano galattico, che è definito come il piano simmetrico dello strato di idrogeno che si rivela alla radiazione a 21 cm ottenuta con i telescopi.

Nel 1950 il polo nord galattico si trovava nella costellazione della Chioma di Berenice avente come coordinate:
α = 12h 49,0m
σ = + 27° 24' 

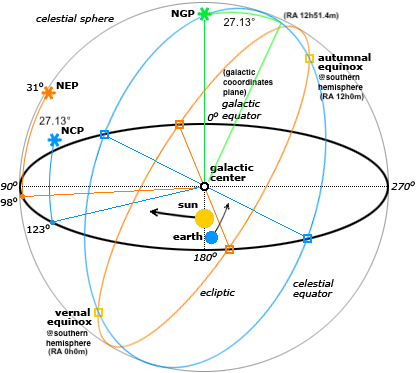
Raffigurazione delle coordinate celesti.

Annualmente questo punto varia di posizione di un valore :
Δα = + 0',73
Δσ = - 0',33
Il disco della Via Lattea ha un diametro di 100.000 anni luce; all'esterno di essa si staglia l'alone galattico con un diametro di 180.000 anni luce, perciò una circonferenza di 565.200 anni luce; (5.347,3572x{\displaystyle 10^{15}}km).
Interessante è il ruolo che gioca l'equatore galattico nel definire le coordinate, e più precisamente la latitudine e la longitudine galattica. Prendendo come riferimento il piano della nostra galassia, che giace sull'equatore stesso, la latitudine misura l'altezza di una stella sull'arco del cerchio massimo che vi si proietta perpendicolarmente; invece la longitudine si misura sull'equatore a partire dal punto di origine che corrisponde prospetticamente alla direzione del centro galattico.